# Królewo Malborskie
Królewo Malborskie – kolonia w Polsce położona w województwie pomorskim, w powiecie malborskim, w gminie Stare Pole na obszarze Żuław Elbląskich w pobliżu tras linii kolejowej Malbork-Elbląg i DK22.
Niedaleko wsi znajduje się 22 Baza Lotnicza.
W latach 1975–1998 miejscowość administracyjnie należała do województwa elbląskiego.